# Bölmekaya
Bölmekaya ist ein Dorf im Landkreis Buldan der türkischen Provinz Denizli. Bölmekaya liegt etwa 44 km nordwestlich der Provinzhauptstadt Denizli und 7 km südöstlich von Buldan. Bölmekaya hatte laut der letzten Volkszählung 330 Einwohner (Stand Ende Dezember 2010).